# イワン王子と火の鳥と灰色狼

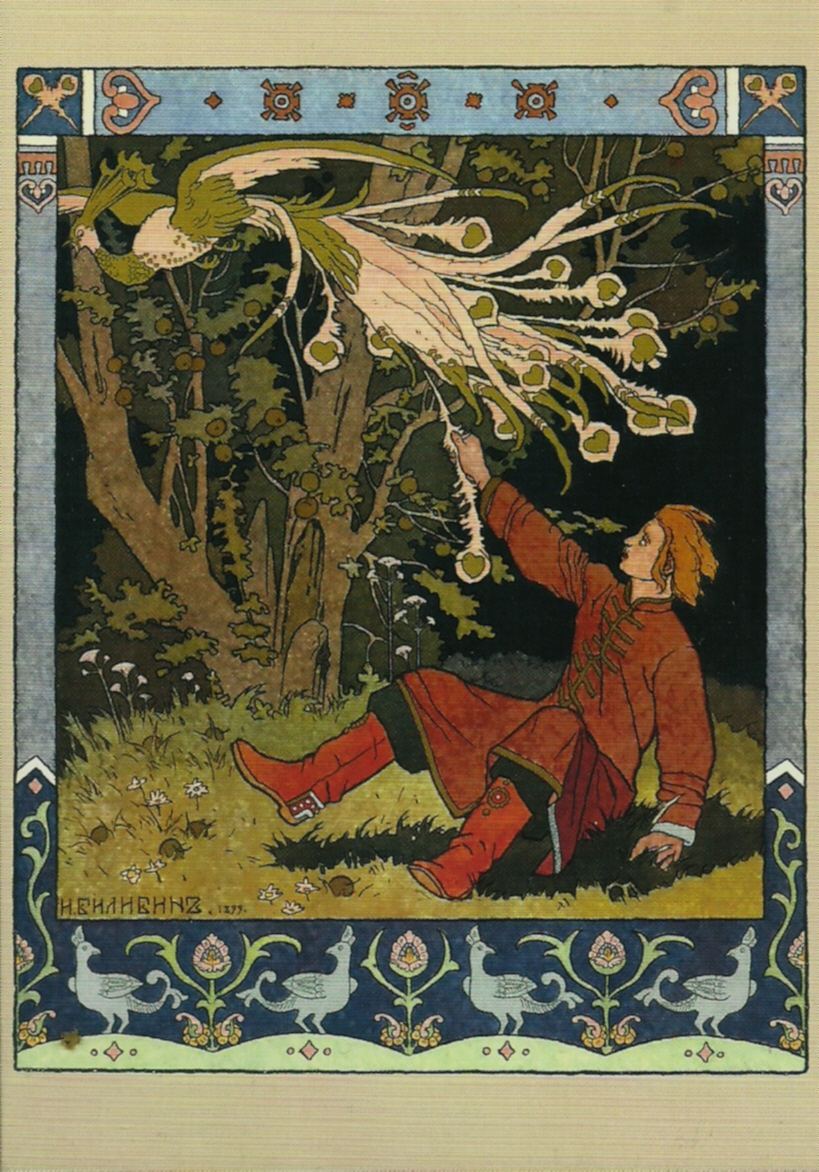
火の鳥の尾羽根をつかむイワン王子 イヴァン・ビリビン画

イワン王子と火の鳥と灰色狼（イワンおうじとひのとりとはいいろおおかみ）は、ロシアの民話。アレクサンドル・アファナーシェフの編纂した『ロシア民話集』に収められている。AT分類550の「黄金の鳥・火の鳥の捜索」に該当する。

## あらすじ

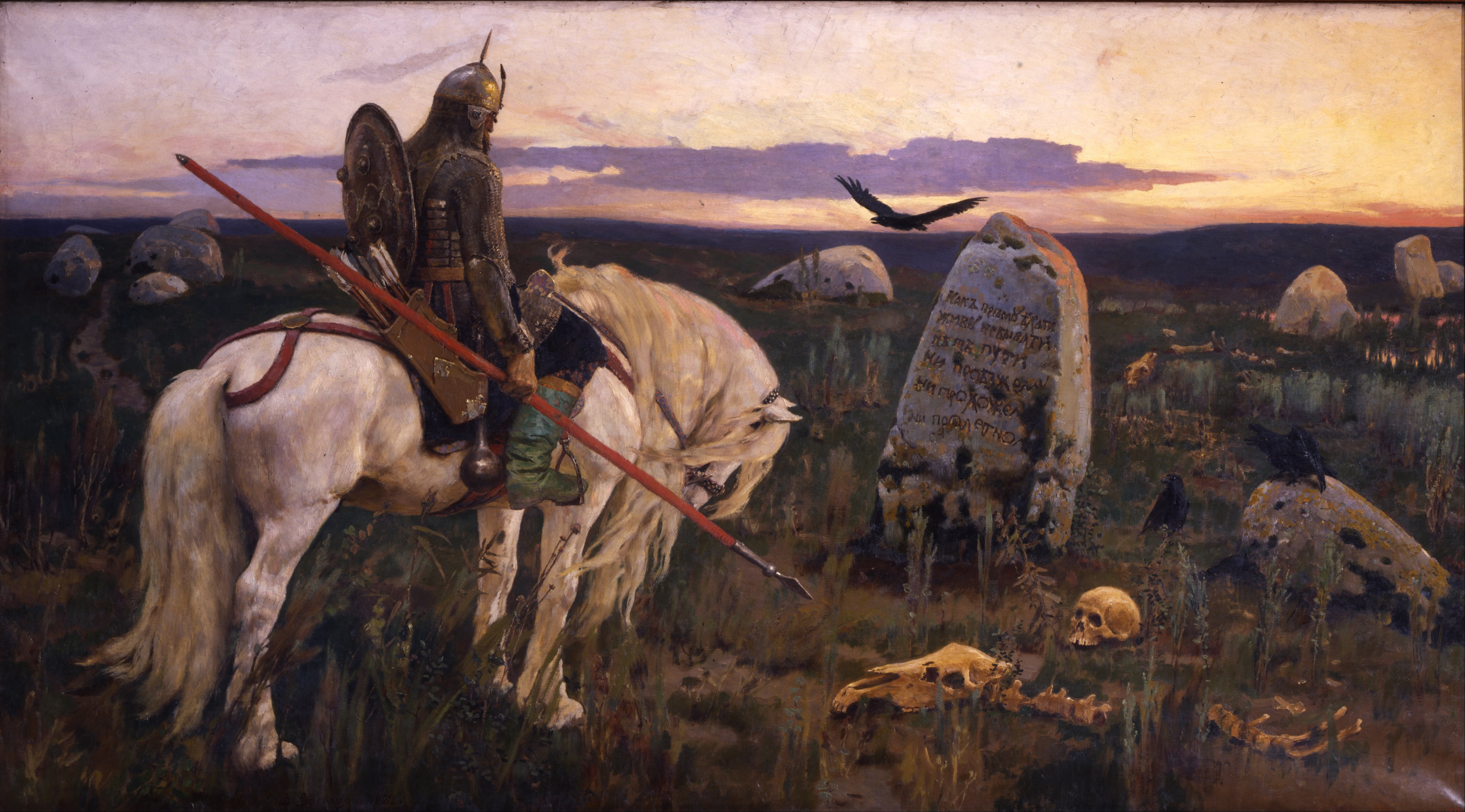
岐路に立つ騎士 ヴィクトル・ヴァスネツォフ画

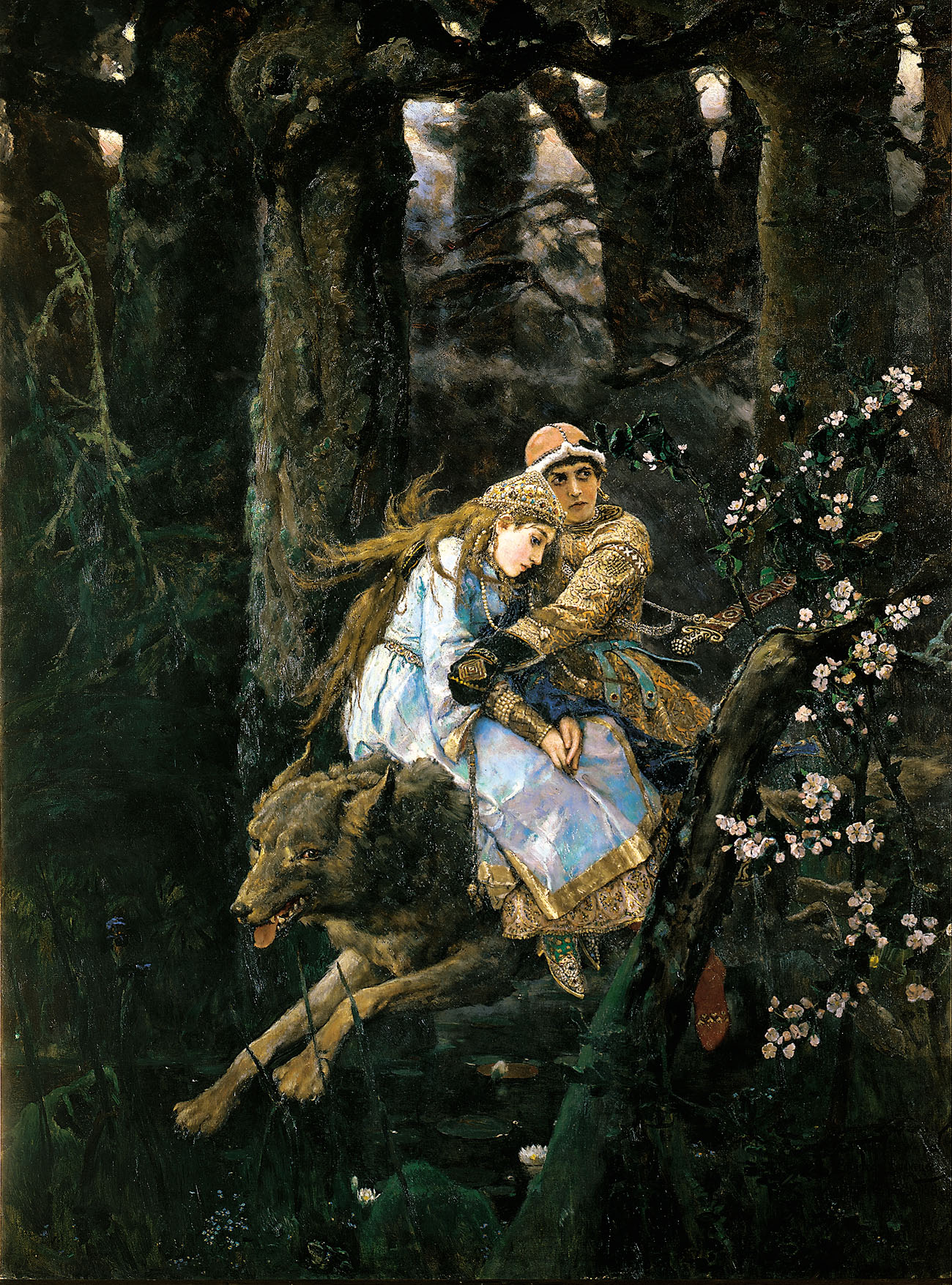
灰色狼に乗るイワン王子 ヴィクトル・ヴァスネツォフ画

王様の庭園には黄金のりんごの木が生えていたが、夜になると火の鳥が現れてりんごを食べていた。王様は火の鳥を生け捕りにしたものには国の半分を与え、死後は自分の後継者にするとして3人の子供に木の見張りをさせる。兄弟は順番に見張りをするが、上の2人は見張り中に寝入ってしまう。末っ子のイワン王子は眠らずに火の鳥の尾羽根を手に入れる。火の鳥が逃げてしまったので、王様は3人を火の鳥探しの旅に出す。兄2人はイワンを置いて出かけてしまう。イワンは王様に頼んで洗礼を受けて出発する。
イワンが旅を進めると野原に道標があり、飢えと寒さに襲われる道、自らは助かるが馬は死ぬ道、馬は助かるが自らは死ぬ道の3つが示されていた。イワンが2番目の道を選んで進むと、灰色狼が現れて馬を殺してしまう。イワンが悲しんで歩いていると先ほどの狼が現れて馬の代わりをするという。火の鳥がいる庭につくと狼はイワンに火の鳥だけを連れてくるように言うが、イワンは火の鳥が入っている金の籠を持ちだそうとして捕まってしまう。そこの王様に金のたてがみの馬と引き換えに金の鳥を渡すといわれてイワンは出発する。金のたてがみの馬のいる馬小屋につくと狼はイワンに馬だけを連れてくるように言うが、イワンは金の轡を持ちだそうとして捕まってしまう。そこの王様にエレーナ姫と引き換えに馬を渡すといわれてイワンは出発する。狼はイワンを途中で降ろすと宮殿へ行き、エレーナ姫を連れてイワンのところに帰ってくる。エレーナ姫を好きになったイワンは引き渡したくないといい、狼が姫に変身して馬を得る。狼がイワンのもとに帰るとイワンは馬を引き渡したくないといい、狼が馬に変身して火の鳥を得る。こうしてイワンは火の鳥と金のたてがみの馬とエレーナ姫を連れて帰る。
道標のところで狼と別れたイワンは途中で休憩して眠るが、そこに通りかかった2人の兄がイワンを殺して手柄を横取りしてしまう。しばらくして灰色狼がそこを通りかかり、イワンの死体を見つける。肉をついばもうとした烏を捕まえ、母烏に死の水と命の水を持ってくるよう脅す。母烏の持ってきた水をかけるとイワンは生き返る。狼はイワンを兄とエレーナ姫の結婚式の最中の城へ連れていく。2人の兄は罰せられ、イワンはエレーナ姫と幸せに暮らした。